# Silene cordifolia
Silene cordifolia är en nejlikväxtart som beskrevs av Carlo Allioni. Silene cordifolia ingår i släktet glimmar, och familjen nejlikväxter. Inga underarter finns listade i Catalogue of Life.